# Hohes Schloss (Bad Grönenbach)

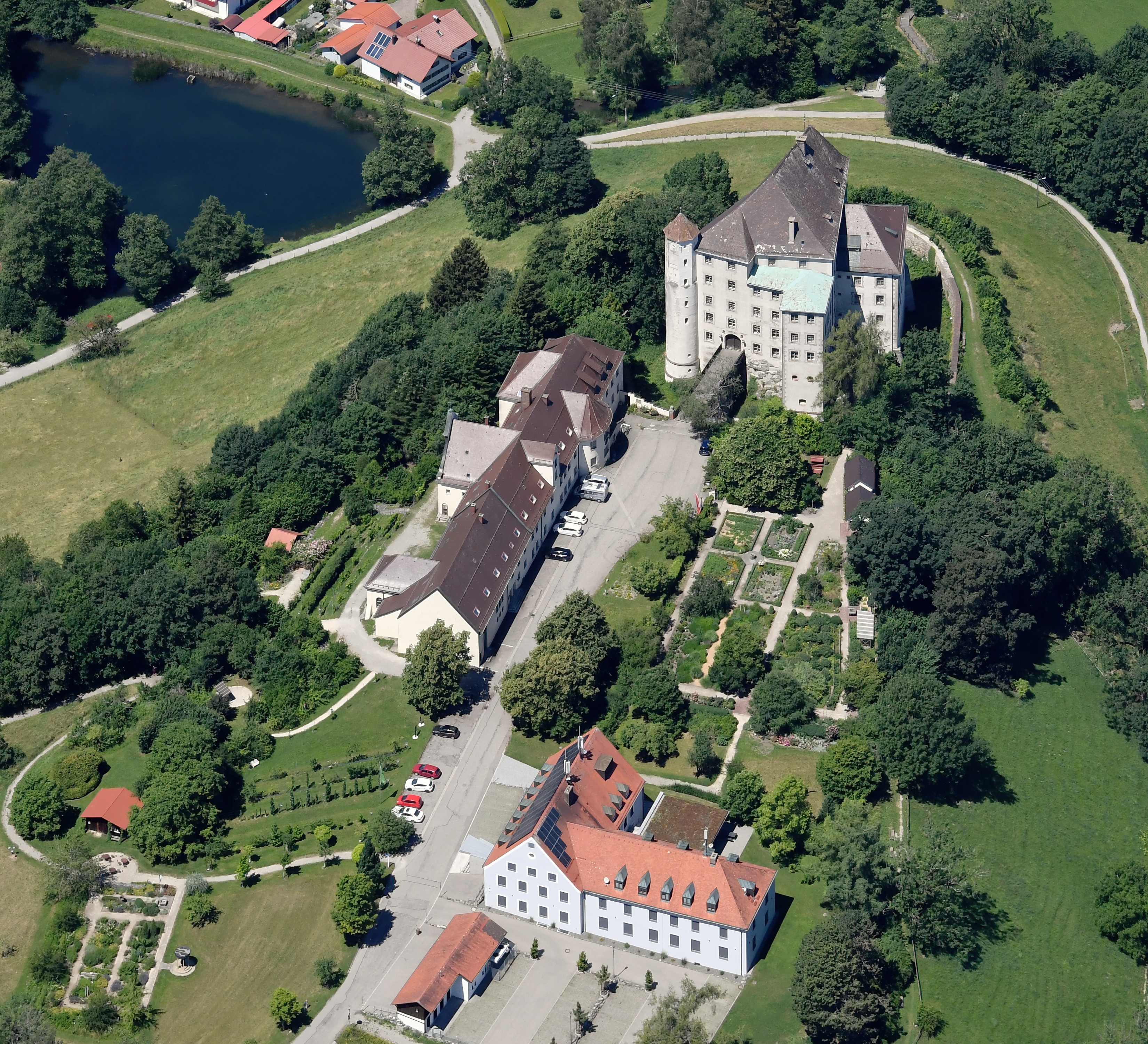
Luftbild des Hohen Schlosses und des Kreislehrgartens

Das Hohe Schloss ist das Wahrzeichen des mittelschwäbischen Kneipp-Kurortes Bad Grönenbach im Landkreis Unterallgäu. Es steht auf einer steilen Bergnase am Westrand der Ortschaft auf einem Nagelfluhfelsen. Das Hohe Schloss in Bad Grönenbach steht auf der Denkmalliste des Bayerischen Landesamtes für Denkmalpflege.

## Geschichte
Das Hohe Schloss zu Bad Grönenbach ist um einen Nagelfluhfelsen gebaut. Einzelne Baubestandteile sind aus diesem herausgearbeitet, was im ersten Stock noch an Resten der Felswand ersichtlich ist. Aller Wahrscheinlichkeit nach wurde der älteste Teil des Schlosses um 1280 von Heinrich Ludwig von Rothenstein an Stelle einer früheren Fliehburg errichtet. Letztere diente bis 1260 den Herren von Grönenbach als Sitz. In diesem ersten Bauabschnitt war das Schloss um zwei Geschosse niedriger als heute. Anlässlich einer Schlossrenovierung in den 1940er Jahren konnten auf der Westseite drei Bauabschnitte identifiziert werden, der Nagelfluhbau aus dem 12. Jahrhundert mit drei Fensterreihen, der Ziegelbau aus dem 14. Jahrhundert mit weiteren drei Fensterreihen und die fürstäbtliche Verlängerung mit einer Fensterreihe um 1700. Nach dem Tod Ludwig von Rothensteins gelangte das Schloss 1482 in den Besitz derer von Pappenheim. Während des Bauernkrieges wurde es 1525 belagert und beschädigt. 1612/1613 ging das Schloss durch Erbschaft an die Fugger von Kirchberg-Weißenhorn. 1690 ließ Paul Fugger den nordöstlichen Anbau errichten. 1695 ging das Schloss an das Fürststift Kempten zurück, welches es zuvor als Lehen vergeben hatte. Im Spanischen Erbfolgekrieg wurde das Hohe Schloss 1703 von bayerischen und französischen Truppen gestürmt.
1803 bezog das königlich-bayerische Landgericht Grönenbach das Schloss, die gesamte Inneneinrichtung war zu dieser Zeit bereits verkauft bzw. versteigert. 1878 zog das Landgericht vom Hohen Schloss nach Memmingen um. Im Jahr 1881 gelangte das Schloss in den Besitz des hessischen Hoffotografen Wilhelm Cronenberg, 1901 erwarb es Dominikus Ringeisen. In den Jahren 1947–1951 führten die Ursberger Schwestern eine Innen- und Außensanierung des Schlosses durch. Nach dem Abzug der Ursberger Schwestern wurde das Hohe Schloss am 20. Dezember 1996 vom Markt Bad Grönenbach erworben.
Die Gebäude werden von der Gemeinde für Ausstellungen, Führungen, Konzerte, Vorträge, Feste und standesamtliche Trauungen genutzt. 1998 wurde um das Schloss ein Kreislehrgarten angelegt. Im Januar 2021 wurden Pläne für eine zukünftige Nutzung des Hohen Schlosses und des daneben befindlichen Ringeisenhauses bekannt gegeben. Die Gebäude sollen durch den Investor und Betreiber der Scheidtweiler-Gruppe in ein Vier-Sterne-Hotel umgebaut werden.

## Baubeschreibung

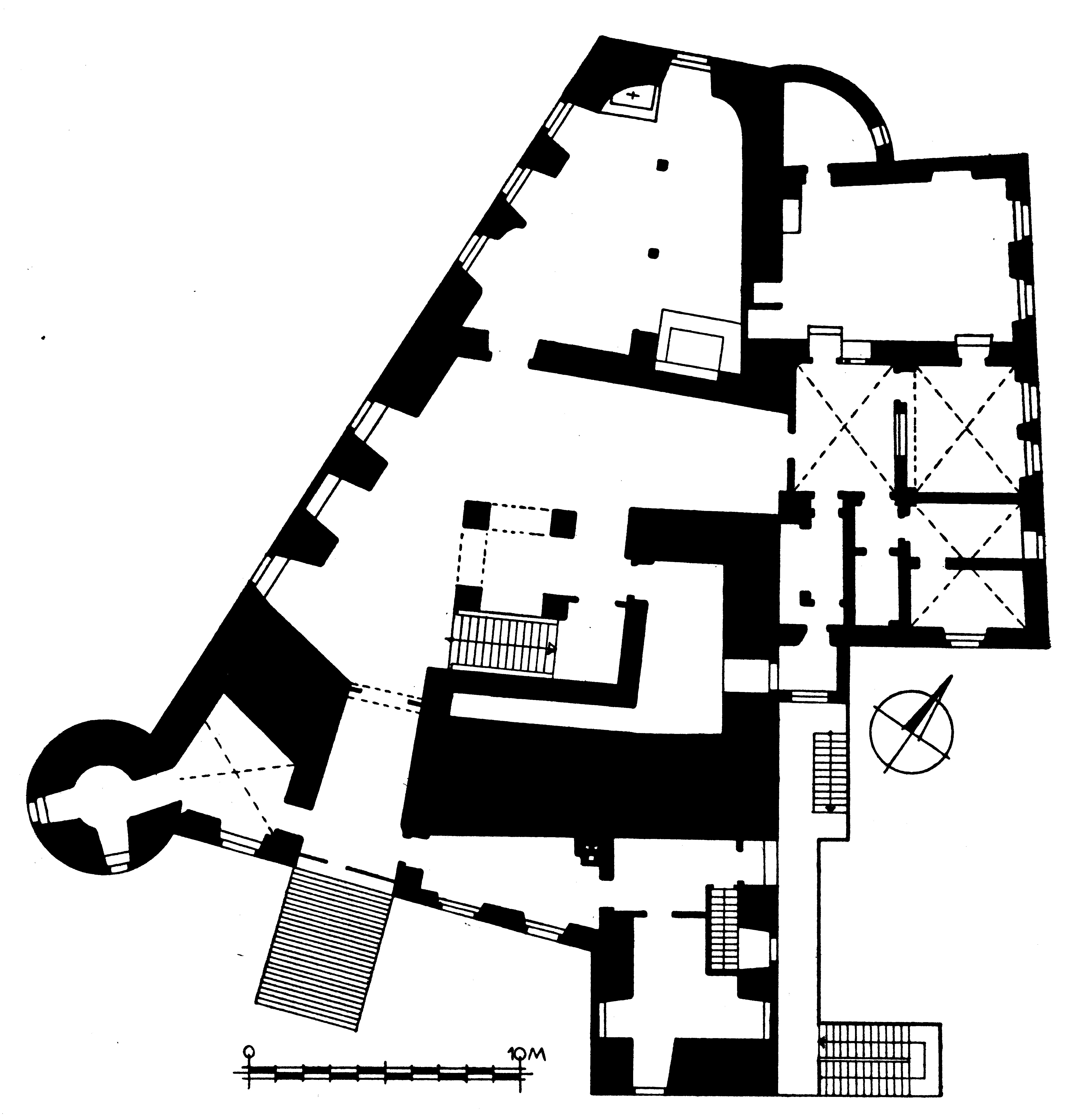
Grundriss des Untergeschosses des Hohen Schlosses in Bad Grönenbach

Die Form des Schlosses wurde maßgeblich durch dessen Lage auf dem Nagelfluhfelsen bestimmt. Der Felsen reicht zum Teil bis in das erste Obergeschoss. Die Westfront des Schlosses ist fünfgeschossig und besteht auf einer Länge von 37,5 Metern aus sieben Fensterachsen. An der Ostseite befindet sich ein runder Turmstumpf. Der östliche, 1690 angefügte sogenannte Fuggeranbau mit einer Länge von 20 Metern und 10 Metern Breite ist dreigeschossig und mit einem Walmdach bedeckt. Die Südfront mit einer Länge von 25 Metern ist zweigeteilt; sie hat westlich fünf und östlich vier Geschosse. Der 35 Meter hohe Turm an der südwestlichen Ecke des Schlosses ist bis zum dritten Obergeschoss rund und danach oktogonal. Die Toreinfahrt befindet sich im Süden des Schlosses und ist über eine moderne Brücke erreichbar. Die Höhe von der Brücke bis zum Dach beträgt 21 Meter, die Gesamthöhe des Schlosses 40 Meter. Um das Schloss führt ein Graben mit einer Tiefe von 9 bis 10 Metern.

### Innenausstattung

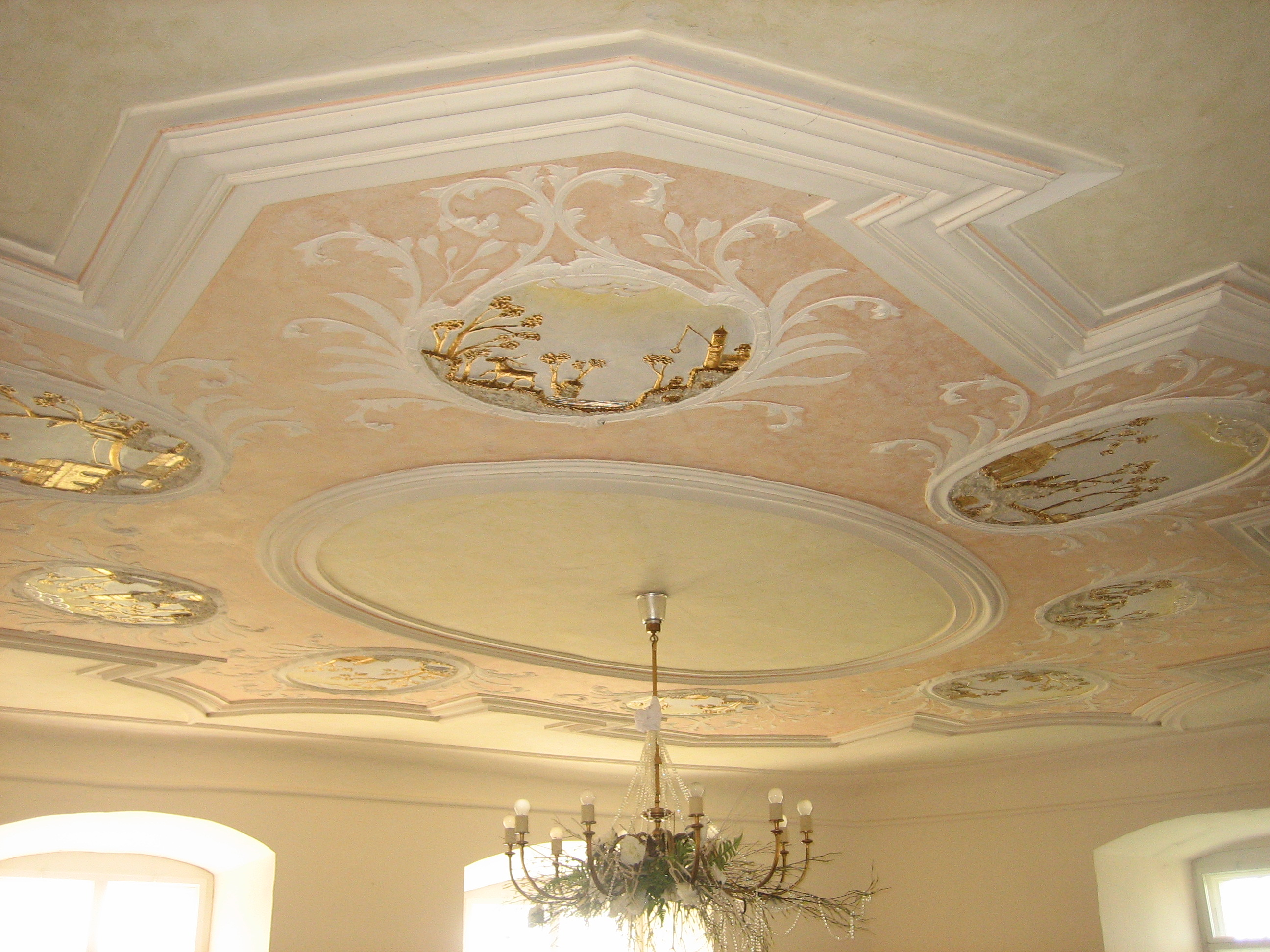
Deckenstuck im Hohen Schloss in Bad Grönenbach

Der Keller unterhalb des Fuggerbaus besteht aus zwei Kreuzgratgewölben. Die Schlosskapelle befand sich ursprünglich im Nordteil des Untergeschosses. Von Inneneinrichtung der Kapelle ist im Schloss nichts mehr vorhanden. Der Raum enthält eine um 1710–1720 geschaffene Stuckdecke mit Blattranken und einer großen Muschel. Das Treppenhaus mit Geländer aus Holzbalustern wurde ebenfalls in der Zeit von 1710 bis 1720 geschaffen. Im ersten Obergeschoss befinden sich einige Prunkräume mit Stuckdecken und phantastischen Landschaftsveduten.

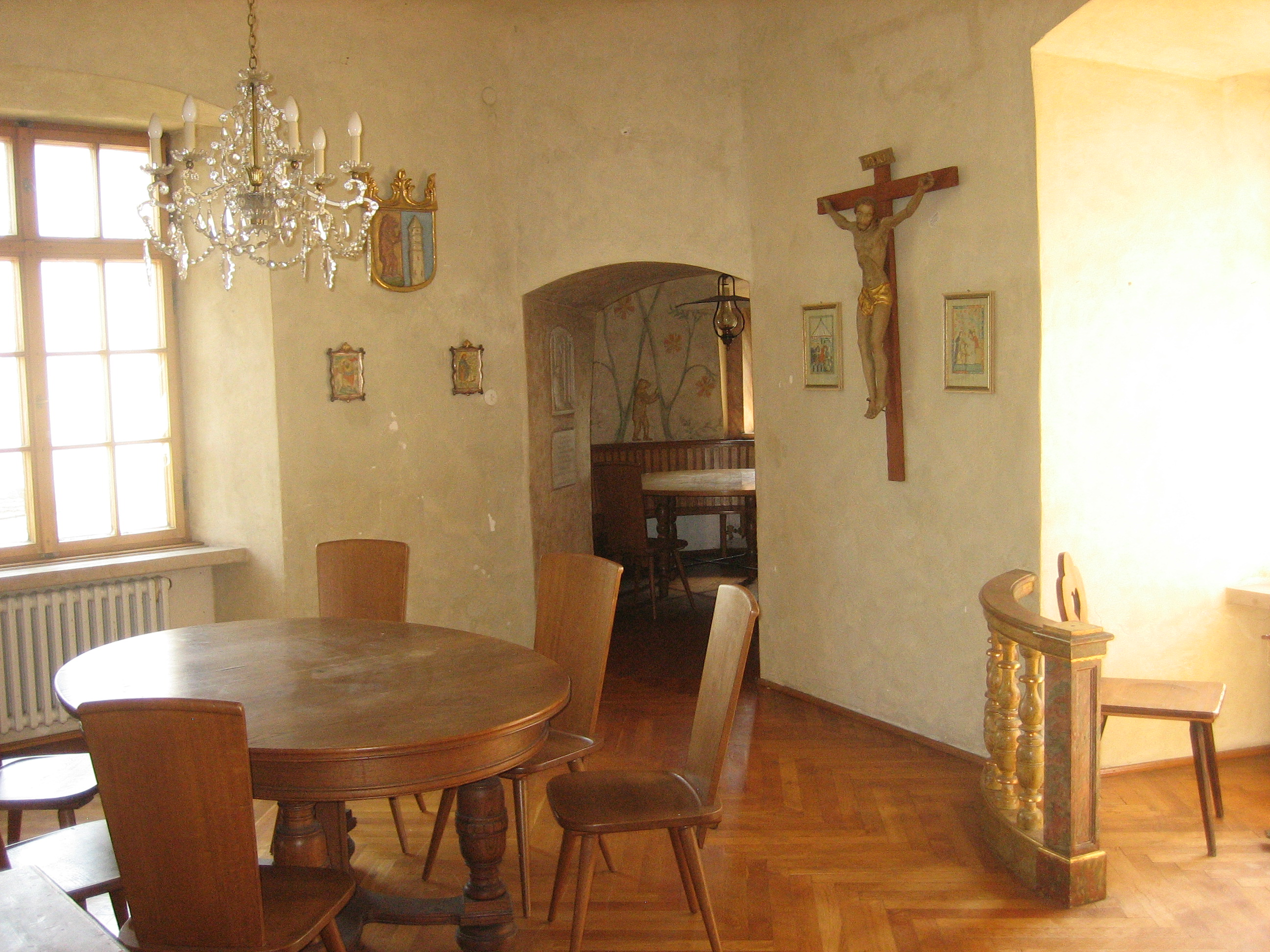
Eckzimmer im ersten Stock
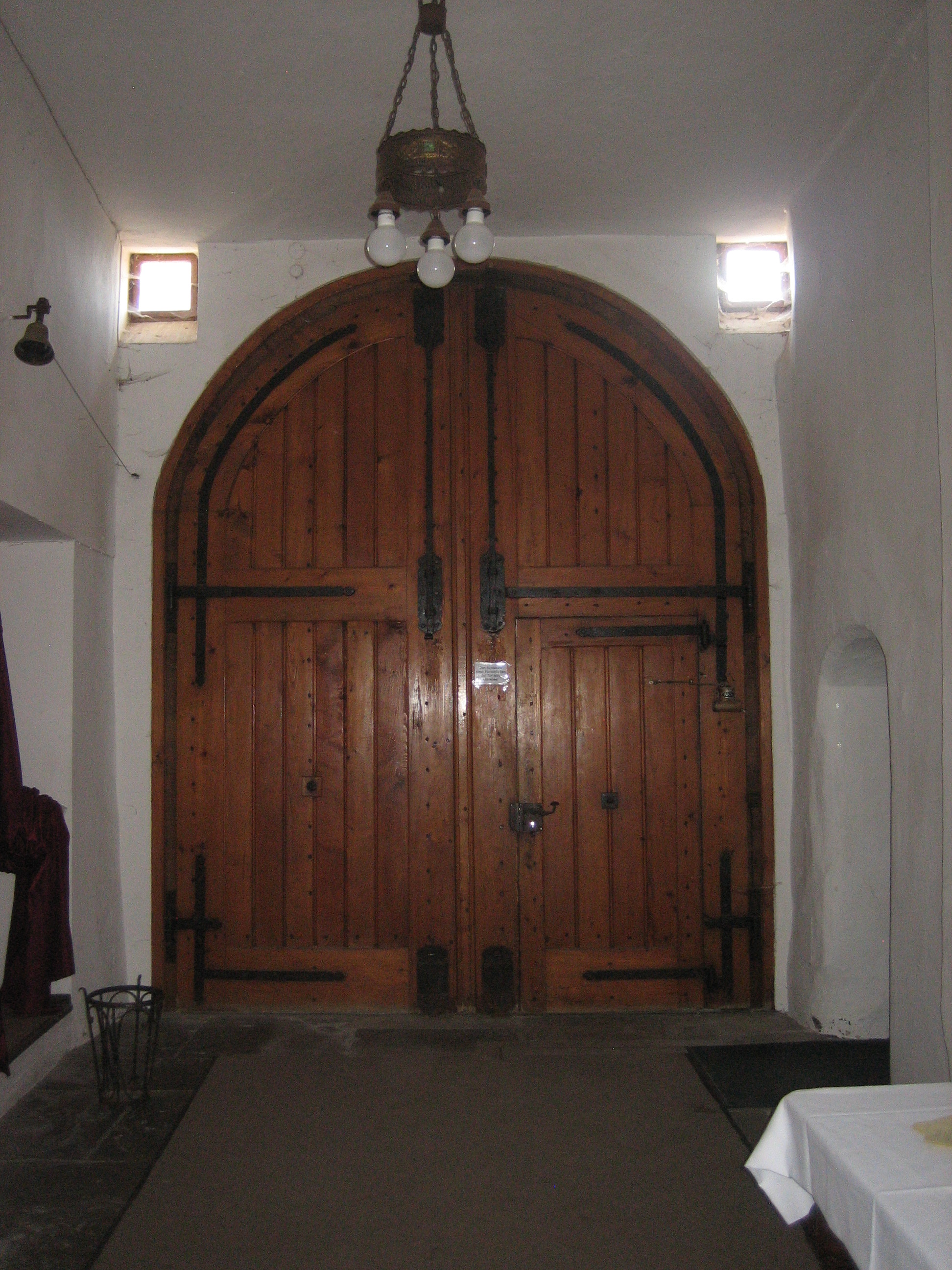
Eingangsportal von Innen
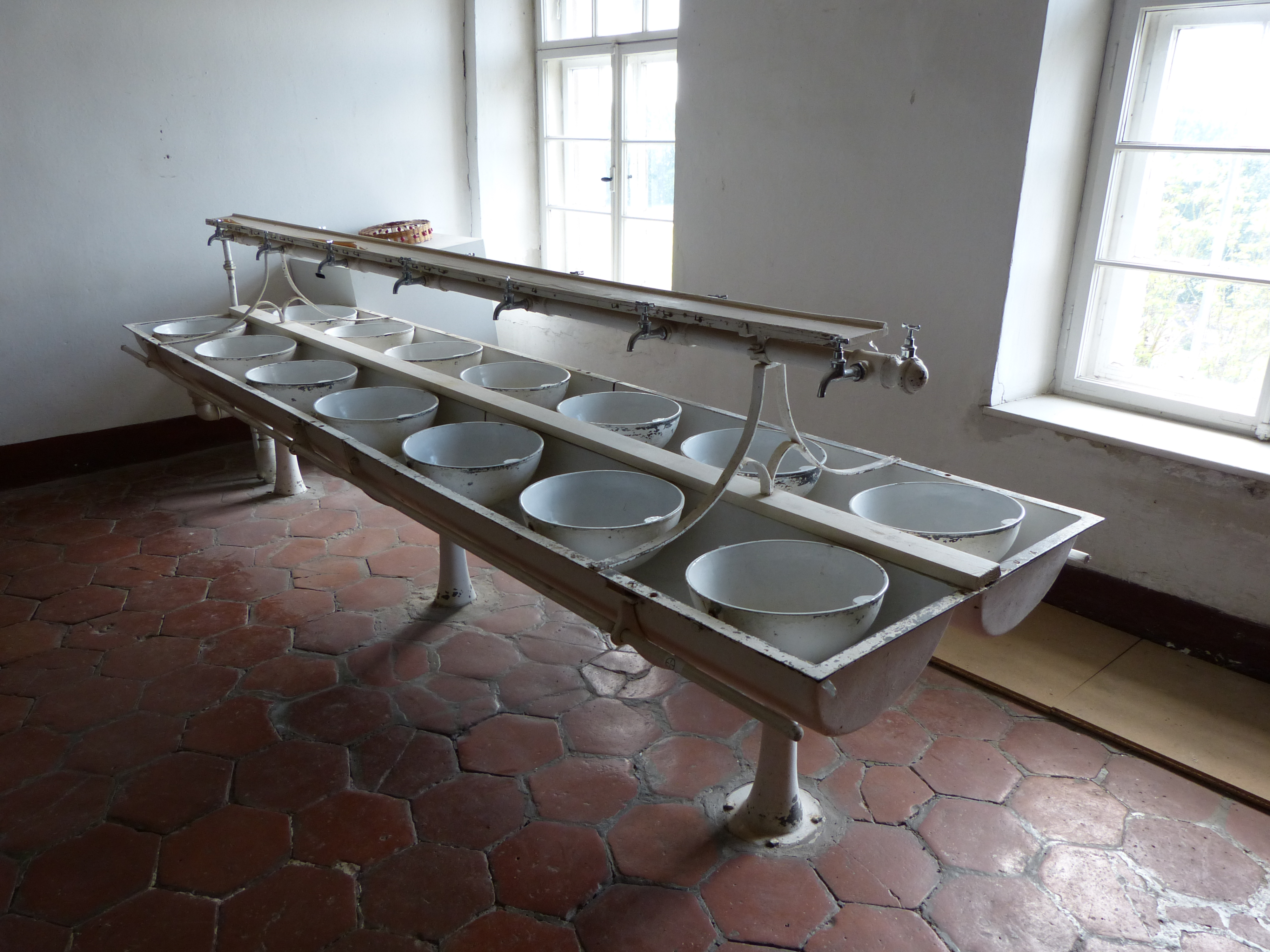
Waschgelegenheit zu Zeiten der Ursberger Schwestern